# A kis barna mackó kalandjai
A kis barna mackó kalandjai (eredeti cím: Les Aventures de Petit Ours brun) francia televíziós 3D-s számítógépes animációs sorozat, amelyet Pierre Ralli rendezett.
Franciaországban 2003. október 10-étől a France 5 vetíti, Magyarországon 2013. március 16-ától a TV2 sugározza.

## Ismertető
A történet főhőse, egy mackó, akinek neve, Kis Barna Mackó. Még kis kölyökmackó és barna a színe. Szüleivel él együtt, egy családi kertes házban. Nagyon ügyes medvebocs és szeret játszani. Barátságos, tanulságos, szórakoztató történeteket mutat be.

## Szereplők
- Kis Barna Mackó – A sorozat főhőse, aki egy ügyes kis barna színű medvebocs és szeret játszani.
- Anya Mackó – Kis Barna Mackó anyukája, aki gondját viseli a fiának.
- Apa Mackó – Kis Barna Mackó apukája, aki szintén gondját viseli fiának.

## Magyar hangok
- ? – Kis Barna Mackó
- Kocsis Mariann – Anya Mackó
- Sótonyi Gábor – Apa Mackó
- Kántor Kitty – Narrátor

## Epizódok
| #   | Magyar cím | Eredeti cím                                   | Eredeti premier |
| --- | ---------- | --------------------------------------------- | --------------- |
| 1.  |            | Petit Ours brun se lève tôt                   |                 |
| 2.  |            | Petit Ours brun a perdu son doudou            |                 |
| 3.  |            | Petit Ours brun et le bébé                    |                 |
| 4.  |            | Petit Ours brun prend son bain                |                 |
| 5.  |            | Petit Ours brun a des petits malheurs         |                 |
| 6.  |            | Petit Ours brun ne veut pas prêter ses jouets |                 |
| 7.  |            | Petit Ours brun veut un gâteau                |                 |
| 8.  |            | Petit Ours brun a peur du loup                |                 |
| 9.  |            | Petit Ours brun fait de l'escalade            |                 |
| 10. |            | Petit Ours brun n'a pas sommeil               |                 |
| 11. |            | Petit Ours brun range ses jouets              |                 |
| 12. |            | Petit Ours brun fait de la luge               |                 |
| 13. |            | Petit Ours brun est en colère contre maman    |                 |
| 14. |            | Petit Ours brun a une faim de loup            |                 |
| 15. |            | Petit Ours brun se perd au marché             |                 |
| 16. |            | Petit Ours brun fait des boules de neige      |                 |
| 17. |            | Petit Ours brun aime les pique-niques         |                 |
| 18. |            | Petit Ours brun est tout fou                  |                 |
| 19. |            | Petit Ours brun part à l'aventure             |                 |
| 20. |            | Petit Ours brun veut s'habiller tout seul     |                 |
| 21. |            | Petit Ours brun trouve un copain              |                 |
| 22. |            | Petit Ours brun va dormir chez son cousin     |                 |
| 23. |            | Petit Ours brun joue à la dînette             |                 |
| 24. |            | Petit Ours brun fait des crêpes               |                 |
| 25. |            | Petit Ours brun a un secret                   |                 |
| 26. |            | Petit Ours brun prend le train                |                 |
| 27. |            | Petit Ours Brun découvre la mer               |                 |
| 28. |            | Petit Ours brun fait un bonhomme de neige     |                 |
| 29. |            | Petit Ours brun rentre à l'école              |                 |
| 30. |            | Petit Ours brun découvre la ferme             |                 |
| 31. |            | Petit Ours brun peint partout                 |                 |
| 32. |            | Petit Ours brun est amoureux                  |                 |
| 33. |            | Petit Ours brun jardine                       |                 |
| 34. |            | Petit Ours brun est un super héros            |                 |
| 35. |            | Petit Ours brun aime trop les bonbons         |                 |
| 36. |            | Petit Ours brun attend Noël                   |                 |
| 37. |            | Petit Ours brun fait du roller                |                 |
| 38. |            | Petit Ours brun va à la pêche                 |                 |
| 39. |            | Petit Ours brun a de la fièvre                |                 |
| 40. |            | Petit Ours brun va à la piscine               |                 |
| 41. |            | Petit Ours brun fait des farces               |                 |
| 42. |            | Le Noël de Petit Ours brun                    |                 |
| 43. |            | Petit Ours brun a trop chaud                  |                 |
| 44. |            | Petit Ours brun ne veut plus faire la sieste  |                 |
| 45. |            | L'anniversaire de Petit Ours brun             |                 |
| 46. |            | Petit Ours brun part en vacances              |                 |
| 47. |            | Petit Ours brun s'amuse avec le chat          |                 |
| 48. |            | Petit Ours brun aide maman                    |                 |
| 49. |            | Petit Ours brun et la baby-sitter             |                 |
| 50. |            | Petit Ours brun ne veut pas manger sa soupe   |                 |
| 51. |            | Petit Ours brun veut téléphoner               |                 |
| 52. |            | Petit Ours brun casse son jouet               |                 |